# Berufsverband Deutscher Markt- und Sozialforscher
Der BVM Berufsverband Deutscher Markt- und Sozialforscher e. V. ist ein berufsständischer, praxisorientierter, wissenschaftlicher Fachverband mit Sitz in Berlin, der die Interessen von Markt- und Sozialforschern in der Bundesrepublik Deutschland vertritt.

## Geschichte
Der BVM wurde 1955 in Hamburg als „Vereinigung Betrieblicher Marktforscher Deutschlands e. V.“ gegründet, um die berufsständischen Interessen aller Marktforscher fördern und wahren.

## Mitglieder
Mit seinen rund 1.200 Mitgliedern ist der BVM die mitgliederstärkste Vertretung in der Markt- und Sozialforschung in Deutschland. Mitglieder im BVM sind Markt- und Sozialforscher in privatwirtschaftlich oder öffentlich organisierten Organisationen, in Marktforschungsinstituten, in der akademischen Forschung, Feld-Dienstleister und selbständige Berater sowie Unternehmen, die Markt- oder Sozialforschungsdienstleistungen anbieten oder nachfragen.

## Aufgaben
Zu den Aufgaben des BVM zählen:
- Verdeutlichung des Nutzens von Markt- und Sozialforschung durch entsprechende Angebote und Maßnahmen gegenüber Auftraggebern, Befragten, Politik, Medien und Öffentlichkeit.
- Mit den anderen Verbänden der deutschen Markt- und Sozialforschung die Qualitätsstandards der Branche zu entwickeln, zu bewerten und festzulegen.
- Förderung der Qualifikation von Forschern durch gezielte und umfassende Weiterbildungsangebote.
- Schaffung vielfältiger Networking-Möglichkeiten zur aktiven Förderung des Austauschs zwischen Marktforschern.
- Beobachtung von Branchenentwicklungen sowie die Auseinandersetzung mit Trends und neuen Methoden, um so die Zukunftschancen der Branche und der in ihr arbeitenden Forschern zu erweitern und zu stärken.
- Sich neuen Berufsgruppen innerhalb der Markt- und Sozialforschung zu öffnen und für diese Berufsgruppen entsprechende Initiativen entwickeln und zu unterstützen.
- Aufbau von Kooperationen in verschiedenen Arbeitsbereichen mit Branchenverbänden im In- und Ausland.
- Schaffung von Mehrwerten für die Mitglieder des Verbandes.[3]

## Fachliche Qualifikation/Wissenstransfer
Mit einem umfangreichen Seminarangebot, Fachveranstaltungen und einem Jahreskongress fördert der BVM die berufliche Fort- und Weiterbildung und den fachlichen Austausch in der Markt- und Sozialforschung und erfüllt somit einen Satzungsauftrag (siehe § 2 Abs. 1, Nr. 4 und 5 BVM-Satzung). Diese Angebote richten sich an betriebliche Marktforscher, Institutsmarktforscher, Sozialforscher, aber auch an Datenanalysten, Marketingexperten, IT-Experten, Beratern aller Erfahrungsstufen.
Zudem bietet der Berufsverband Marktforschern aus Markt- und Sozialforschungsinstituten, aus der Betriebsmarktforschung sowie aus anderen markforschungsrelevanten Bereichen an 12 deutschen Wirtschaftsstandorten mit einem Veranstaltungsformat auf regionaler Ebene die Möglichkeit zu Wissenstransfer und Networking.

## Publikationen
Seit 2022 veröffentlicht der BVM jährlich das Jahrbuch der Marktforschung. Das Magazin enthält einen redaktionellen Teil zu aktuellen Themen der Branche sowie ein umfangreiches Anbieterverzeichnis. Das Anbieterverzeichnis enthält Forschungsinstitute, Feld-Organisationen, Berater, Studios und andere Dienstleister der Branche.

## Qualitätsstandards
Der BVM unternimmt eine Vielzahl von Maßnahmen zur Sicherstellung und Förderung von Qualität und Transparenz in der Markt- und Sozialforschung.

### Standesregeln
Standesregeln in der Markt- und Sozialforschung definieren Standards zur Sicherung einer verlässlichen Ergebnisqualität. Die Standesregeln basieren auf den Grundprinzipien des berufsethischen und berufsständischen Verhaltens – dem Wissenschaftlichkeitsgebot, Anonymisierungsgebot und dem Trennungsgebot. Sie geben Hinweise zur Umsetzung gesetzlicher Vorschriften, z. B. im Datenschutz bei der Verarbeitung personenbezogener Daten.
Sie sind immer zu beachten, wenn Untersuchungen der Markt- und Sozialforschung in Deutschland oder von Deutschland aus durchgeführt werden. Standesregeln sind verbindlich für die gesamte Branche und gelten auch unabhängig von der Mitgliedschaft in einem der vier deutschen Branchenverbände ADM, ASI, BVM und DGOF. An die Standesregeln sind ebenfalls ausländische Institute und Auftraggeber gebunden, die in Deutschland Forschungsvorhaben durchführen bzw. in Auftrag geben.
Die Branchenverbände haben folgende Standesregeln herausgegeben (Erscheinungsjahr der aktuell gültigen Fassung in Klammern):
- Richtlinie für telefonische Befragungen (2022)
- Richtlinie für Online-Befragungen (2021)
- Richtlinie für die Befragung von Minderjährigen (2021)
- Richtlinie für die Aufzeichnung und Beobachtung in der Markt- und Sozialforschung (2021)
- Richtlinie zum Umgang mit Adressen in der Markt- und Sozialforschung (2021)
- Richtlinie zum Umgang mit Datenbanken in der Markt- und Sozialforschung (2021)
- Richtlinie für Untersuchungen in den und unter Einsatz der Sozialen Medien (2021)
- Richtlinie für die Veröffentlichung von Ergebnissen der Wahlforschung (2021 redaktionell angepasst)
- Richtlinie für den Einsatz von Mystery Research in der Markt- und Sozialforschung (2022)
- Richtlinie für Studien im Gesundheitswesen zu Zwecken der Markt- und Sozialforschung (2013)

Die einzelnen Richtlinien liegen überwiegend auch in englischer Sprache vor.
Sie sind auf der Website des BVM abrufbar.
Darüber hinaus ist der „ICC / ESOMAR Internationaler Kodex zur Markt-, Meinungs- und Sozialforschung sowie zur Datenanalytik“ (Ausgabe 2016) mit der vorangestellten „Deutschen Annahmeerklärung“ Bestandteil der Standesregeln der Markt- und Sozialforschung in Deutschland.

### Freiwillige Selbstkontrolle
Zusammen mit den anderen Branchenverbänden betreibt der BVM eine verbandsübergreifende Beschwerdestelle, den Rat der Deutschen Markt- und Sozialforschung e. V. Ansehen und Vertrauen in die Qualität, die Integrität und in die Kompetenz der Marktforschung und Sozialforschung hängen wesentlich auch davon ab, dass Regelverstöße oder fehlende Wissenschaftlichkeit der Vorgehensweise angezeigt werden.
An den Rat kann sich jeder wenden, der sich als Befragter, Auftraggeber oder Wettbewerber durch ein den Berufsgrundsätzen und Standesregeln widersprechendes Verhalten eines Markt- und Sozialforschers, eines Markt- und Sozialforschungsinstituts oder einer im Bereich der Markt- und Sozialforschung tätigen betrieblichen Stelle oder sonstigen Einrichtung in seinen Rechten verletzt sieht. Zu erreichen ist der Rat der Deutschen Markt- und Sozialforschung über seine Website.

## Öffentlichkeitsarbeit
Der Verband entwickelt und unterstützt Initiativen zur Öffentlichkeitsarbeit.

### Awards
Der BVM verleiht seit 2005 mit dem Preis der Deutschen Marktforschung eine Branchenauszeichnung für Innovation, Persönlichkeit/Organisation und in unregelmäßigen Abständen auch für ein Lebenswerk zum Wohle der Marktforschung, wenn die Nachhaltigkeit seines oder ihres Wirkens erkennbar ist und wenn zudem das Wesen der Person im Wirken und in der Wirkung herausragend ist.
Gemeinsam mit den Verbänden VMÖ und SWISS INSIGHTS (DACH) verleiht der BVM zudem einen Preis für den Nachwuchsforscher des Jahres in den Kategorien „Dissertation“ und „Masterarbeit“.
Bis 2011 wurde im Rahmen des Preises der Deutschen Marktforschung auch ein Preis für die „Beste Studie“ verliehen. Von 2017 bis 2020 führte der BVM den Data Science Cup durch, bei dem die Teilnehmenden ihre Data Science-Expertise spielerisch in einem Wettbewerb unter Beweis stellen müssen, in dem sie eine vorgegebene Aufgabenstellung lösen.
Alle aktuellen und bisherigen Preisträger und Preisträgerinnen sind auf der Website des BVM veröffentlicht.

### RESPECT-Initiative
2018 veröffentlichte der BVM unter dem Namen „RESPECT“ ein Leitbild, das alle Verbandsaktivitäten und entwickelten Kriterien zur Qualität in der Marktforschung bündelt. Die Anfangsbuchstaben aus den Bereichen:
- Rules
- Ethics
- Science
- Privacy
- Empathy
- Compliance
- Transparencybilden das Wort "RESPECT". Mit RESPECT bekennt sich der BVM zu einem sinnvollen Methodeneinsatz, machbaren Projektdesign, einem ehrlichen und fairen Miteinander gegenüber Kollegen und Kolleginnen, Auftraggebern, Dienstleistern und Befragten sowie höchster Qualität in der Forschung.[9]

### Future for FAMS
Der BVM fördert gemeinsam mit anderen Branchenverbänden und den Berufsschulen eine Initiative rund um den Ausbildungsberuf Fachangestellter für Markt- und Sozialforschung (Abkürzung FAMS). Den Ausbildungsberuf gibt es seit 2006. Die Initiative "Future for FAMS" startete 2021. Ziel dieser Kommunikationsinitiative ist die Bekanntheit des Ausbildungsberufs zu stärken, um junge Menschen für die Ausbildung zu gewinnen sowie auf Unternehmseite Ausbildungsplätze zu schaffen. Teil der Initiative ist auch die seit 2020 jährlich verliehene Auszeichnung „Best of FAMS“ um die Leistungen der Fachangestellten zu honorieren.